# Enlisted
Enlisted – komediowy amerykański, serial telewizyjny emitowany przez Fox od 10 stycznia 2014 roku. Twórcą serialu jest Kevin Biegel. 7 maja 2014 roku, stacja Fox anulowała serial Enlisted

## Fabuła
Serial skupia się wokół trzech różniących się braci, którzy razem stacjonują w bazie wojskowej na Florydzie.

## Obsada
- Geoff Stults jako  Pete Hill.[3]
- Chris Lowell jako Derrick Hill[4]
- Parker Young jako  Randy Hil[5]
- Keith David jako  Donald Cody[6]
- Angelique Cabral jako Jill Perez

## Role drugoplanowe
- Ross Philips[7]
- Kyle Davis jako Dobkiss
- Tania Gunadi jako Cindy Park
- Mel Rodriguez jako George Chubowski
- Mort Burke jako Mort Gumble
- Michelle Buteau jako Tanisha Robinson
- Maronzio Vance jako Ruiz
- Jessy Hodges jako Erin
- Rob Lamer jako Sam

## Gościnne występy
- Brandon Routh jako sierżant Brandon Stone, który służył poza USA[8]
- Mircea Monroe[9]
- Stacy  Keach[10]
- Dean Stockwell[10]
- Barry Bostwick[10]

## Odcinki
| Sezon | Sezon | Odcinki | Oryginalna emisja | Oryginalna emisja | Oryginalna emisja | Oryginalna emisja | Oryginalna emisja |
| Sezon | Sezon | Odcinki | Premiera sezonu   | Finał sezonu      | Premiera sezonu   | Finał sezonu      |                   |
| ----- | ----- | ------- | ----------------- | ----------------- | ----------------- | ----------------- | ----------------- |
|       | 1     | 13      | 10 stycznia 2014  | 22 czerwca 2014   | brak danych       | brak danych       |                   |

### Sezon 1 (2014)
| Nr | #  | Tytuł                                | Reżyseria        | Scenariusz                                   | Premiera         | Premiera    |
| -- | -- | ------------------------------------ | ---------------- | -------------------------------------------- | ---------------- | ----------- |
| 1  | 1  | Pilot                                | Phil Traill      | Kevin Biegel                                 | 10 stycznia 2014 | brak danych |
| 2  | 2  | Randy Get Your Gun                   | Phil Traill      | Jeff Chiang, Eric Ziobrowski                 | 17 stycznia 2014 | brak danych |
| 3  | 3  | Pete's Airstream                     | Matt Sohn        | Theresa Mulligan Rosenthal                   | 24 stycznia 2014 | brak danych |
| 4  | 4  | Homecoming                           | Michael McDonald | Scott Rutherford                             | 31 stycznia 2014 | brak danych |
| 5  | 5  | Rear D Day                           | Phil Traill      | Kevin Biegel                                 | 7 lutego 2014    | brak danych |
| 6  | 6  | Brothers and Sister                  | Peter Lauer      | Peter A. Knight                              | 28 lutego 2014   | brak danych |
| 7  | 7  | Parade Duty                          | Phil Traill      | Mike Royce                                   | 7 marca 2014     | brak danych |
| 8  | 8  | Vets                                 | Fred Goss        | Kate Purdy                                   | 14 marca 2014    | brak danych |
| 9  | 9  | Paint Cart 5000 vs. The Mondo Spider | Phil Traill      | Peter A. Knight & Theresa Mulligan Rosenthal | 28 marca 2014    | brak danych |
| 10 | 10 | Prank Wars                           | Kevin Biegel     | Phil Traill                                  | 1 czerwca 2014   | brak danych |
| 11 | 11 | The General Inspection               | Richie Keen      | Sanjay Shah                                  | 8 czerwca 2014   | brak danych |
| 12 | 12 | An Officer, Not a Gentleman          | Linda Mendoza    | Laura Gutin Peterson & Kate Purdy            | 15 czerwca 2014  | brak danych |
| 13 | 13 | Alive Day                            | Phil Traill      | Sanjay Shah, Jeff Chiang, Eric Ziobrowski    | 22 czerwca 2014  | brak danych |